# Pool de las Agencias de Prensa No-Alineadas
El Pool de las Agencias de Prensa No Alineadas (Non-Aligned News Agency Pool (NANAP), en inglés) fue un sistema de cooperación entre agencias de prensa de países no-alineados que ha durado de 1975 a medios de la década de 1990. Inicialmente el NANAP fue liderado, financiado y promovido por la agencia Tanjug de la Yugoslavia socialista, y reunía distintos órganos noticiosos estatales, especialmente en África y en el Sur de Asia.
La organización también fue conocida con otros nombres como Pool de las Agencias de Prensa de Países No-Alineados (News Agency Pool of Non-Aligned Countries), Consorcio de las Agencias No-Alineadas (Pool of Non-Aligned Press Agencies) y Grupo de Agencias de Noticias de los Países No Alineados (Pool of the Non-Aligned Countries News Agencies).
El NANAP fue fundado en fines de 1974 y empezó a operar en enero de 1975, inicialmente con una serie de cables con declaraciones y congratulaciones hechos por los jefes de Estado de los países integrantes del Movimiento de Países No Alineados. La idea atendía a distintos planteamientos por un nuevo balance en el flujo de información internacional, presentados desde el comienzo de la década de 1970 por el Movimiento No-Alineado (MNA) durante los debates sobre el Nuevo Orden Mundial de la Información y Comunicación (NOMIC). Más tarde, estas discusiones serían auspiciadas por la Unesco y culminarían en la aprobación del Informe MacBride en su 20.ª conferencia en Belgrado en 1980. Su primer director fue el periodista indio D. R. Mankekar y luego, entre 1979 y 1982 Pero Ivacic, entonces director de Tanjug.
NANAP operó sobre la base de la cooperación entre las distintas agencias nacionales de noticias de los países miembros del Movimiento. Su principal rol era gestionar el intercambio de información directamente entre las partes, sin la mediación de las grandes agencias occidentales de noticias.
Al momento de su creación, existían profundas diferencias entre los países miembros del NAM. Además de las cuestiones ideológicas y políticas, muchos de esos países tenían infraestructuras internas de comunicación deficientes o apenas desarrolladas, algunos carecían de agencias nacionales de noticias y en los casos de naciones recientemente independizadas, conservaban los esquemas de intercambio de información de la etapa colonial, mediados por las antiguas metrópolis como Londres, París o La Haya.
Tanjug tuvo un rol de liderazgo como agencia coordinadora. Con anterioridad a la creación de NANAP y hasta 1993, Tanjug mantuvo 237 corresponsales internacionales en 22 países de Europa, 15 de Asia, 3 de Sudamérica, 14 de África, Estados Unidos y Australia. Tanjug brindo apoyo para la formación o fortalecimiento de agencias nacionales de noticias, mediante el suministro de equipamiento, la capacitación de periodistas o la aplicación de tarifas diferenciales por sus servicios.
El NANAP comenzó a un lento declive a partir de 1980, cuando las conversaciones sobre el Nuevo Orden Mundial de la Información y Comunicación se transfirieron a la órbita de la ONU, bajo la UNESCO. Pero, después de que tanto Estados Unidos como el Reino Unido retiraron sus membresías de la organización, la iniciativa perdió apoyo financiero y sufrió un boicot por parte de instituciones occidentales favorables al libre mercado.
En noviembre de 2005, en el marco de la Sexta Conferencia de Ministros de Información de los Países No Alineados (COMINAC VI) organizada por Malasia, se creó la NNN - NAM News Network (Red de Noticias del Movimiento de Países No Alineados), que retoma los ejes de trabajo del NANAP.